# 9278 Matera
9278 Matera è un asteroide della fascia principale. Scoperto nel 1981, presenta un'orbita caratterizzata da un semiasse maggiore pari a 3,1683335 au e da un'eccentricità di 0,1601850, inclinata di 2,34430° rispetto all'eclittica.
L'asteroide è dedicato all'omonima città italiana.